# Plodovi Duha Svetoga
Plodovi Duha Svetoga biblijski je izraz koji sažima darove osobi ili zajednici koja živi u skladu s Duhom Svetim prema Poslanici Galaćanima: »Plod je pak Duha: ljubav, radost, mir, velikodušnost, uslužnost, dobrota, vjernost, blagost, uzdržljivost.« (Gal 5,22-23) 
Plodovi Duha Svetoga uspoređuju se s nepoželjnim djelima tijela koja im neposredno prethode u poglavlju: »Očita su djela tijela. To su: bludnost, nečistoća, razvratnost, idolopoklonstvo, vračanje, neprijateljstva, svađa, ljubomor, srdžbe, spletkarenja, razdori, strančarenja, zavisti, pijančevanja, pijanke i tome slično. Unaprijed vam kažem, kao što vam već rekoh: koji takvo što čine, kraljevstva Božjega neće baštiniti.« (Gal 5,19-21)
Toma Akvinski je istaknuo da su među plodovima Duha Svetoga određene vrline, kao što su: ljubav, milost, vjera i čednost. Sv. Augustin je definirao vrlinu kao »dobru naviku usuglašenu s našom prirodom«.
Iako se tradicionalno raspravlja o devet plodova Duha Svetoga, izvorni grčki izraz preveden je kao »plod« u jednini. Sveti Toma Akvinski je objasnio: »Zbog toga se plod spominje tamo u jednini, zbog toga što je generički jedan, iako podijeljen na mnoge vrste za koje se govori kao mnogo plodova.« Augustinov komentar kaže: »Apostol nam nije namjeravao naučavati koliko (djela tijela ili plodova Duha) postoji, nego da pokaže kako jedne treba izbjegavati, a potonje tražiti.« 